# ダリカ

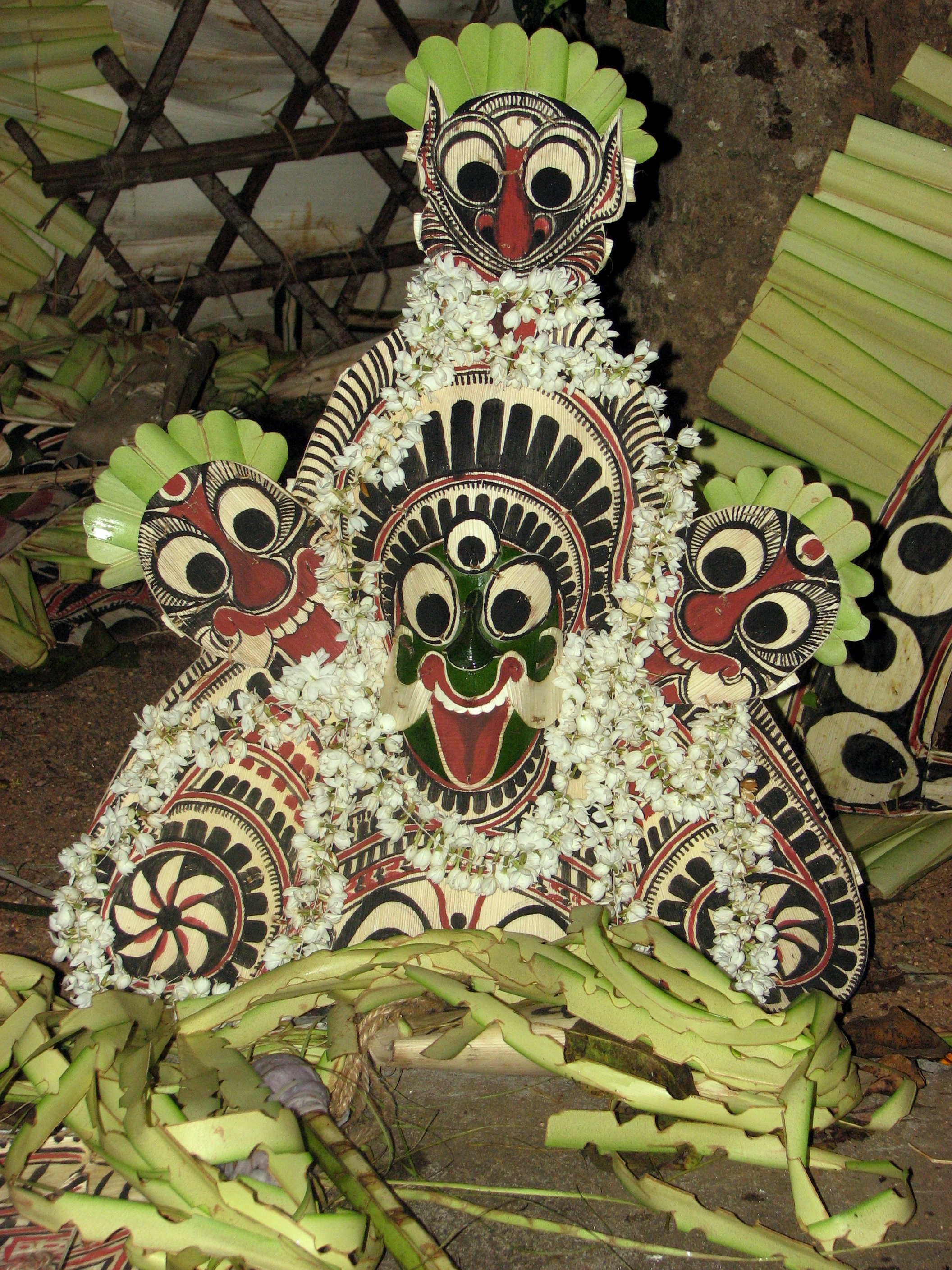
ダリカ

ダリカ（Darika）とは、インド神話に登場するアスラ神族の神である。ケーララ州のカーリー寺院にて奉納される舞踏で登場する。舞踏とはケーララ州の伝統舞踏「パダヤニ」（Padayani）の事である。